# Diébédo Francis Kéré
Diébédo Francis Kéré (Gando, 10 de abril de 1965) é um arquiteto burquinês.
Formado pela Universidade Técnica de Berlim, é cidadão alemão e residente em Berlim desde 1985. Em paralelo aos seus estudos e trabalhos, fundou a Fundação Kéré e posteriormente abriu seu próprio ateliê, o Kéré Architecture. O seu trabalho é reconhecido internacionalmente com prêmios como o Prêmio Aga Khan de Arquitetura de 2004 pelo prédio da escola primária de Gando, em Burkina Faso, a medalha de ouro no Global Award for Sustainable Architecture e o Prêmio Pritzker em 2022.
Kéré conduz projetos em vários países como Burkina Faso, Mali, Alemanha, Estados Unidos, Quênia e Uganda. Em 2017, as Galerias Serpentine encomendaram a Kéré o novo pavilhão da rede em Londres. Já foi responsável pelas cátedras de arquitetura da Harvard Graduate School of Design, Yale School of Architecture e da Swiss Accademia di Architettura di Mendrisio. Em 2017 aceitou a cátedra de arquitetura e design da Universidade Técnica de Munique.
Kéré é conhecido por assinar obras que trabalham com sustentabilidade, material de baixo custo e mão de obra da comunidade local. buscado desenvolver uma forte parceria com as comunidades para as quais constrói. Ele sempre demonstra uma sensibilidade especial ao local, às condições, sociais, econômicas e climáticas.
Admirador da obra de Oscar Niemeyer, em 2019 aceitou um convite para participar da 27ª edição do Congresso Mundial de Arquitetos que aconteceu no Brasil, na cidade do Rio de Janeiro, em 2021.
Em 15 de março de 2022, Kéré foi anunciado como vencedor do Prémio Pritzker por seu trabalho com projetos sustentáveis voltados para populações carentes. Ele é o primeiro arquiteto negro a receber o prêmio.

## Biografia
Kéré nasceu na vila de Gando, na província de Boulgou, em Burkina Faso, em 1965. Seu pai, o líder da vila, queria que seu filho mais velho aprendesse a ler e a escrever e assim Kéré se tornou a primeira criança da vila a frequentar a escola. Entretanto, não havia escola em Gando e assim Kéré teve que deixar a vila aos 7 anos e ir morar com seu tio na capital. Após terminar os estudos, ele se tornou carpinteiro e recebeu uma bolsa de estudos da Carl Duisberg Society para fazer um estágio na Alemanha como supervisor em auxílio ao desenvolvimento. Assim que terminou seu estágio, ele ingressou no curso de arquitetura da Universidade Técnica de Berlim, formando-se em 2004.
Durante seus estudos, sentiu que era seu dever contribuir para a sua família e para a comunidade que o apoiava, e dar à próxima geração a oportunidade de seguir seus passos. Em 1998, com a ajuda de amigos, Kéré criou a associação Schulbausteine für Gando e.V. (hoje a Fundação Kéré), que se traduz vagamente como "Construindo Blocos para Gando", para financiar a construção de uma escola primária em sua aldeia. Seu objetivo era combinar o conhecimento adquirido na Europa com os métodos tradicionais de construção de Burkina Faso. Kéré completou seus estudos e construiu a primeira escola em Gando como seu trabalho de conclusão de curso em 2004, ao mesmo tempo em que abriu seu próprio escritório de arquitetura, o Kéré Architecture.

## Projetos em Gando

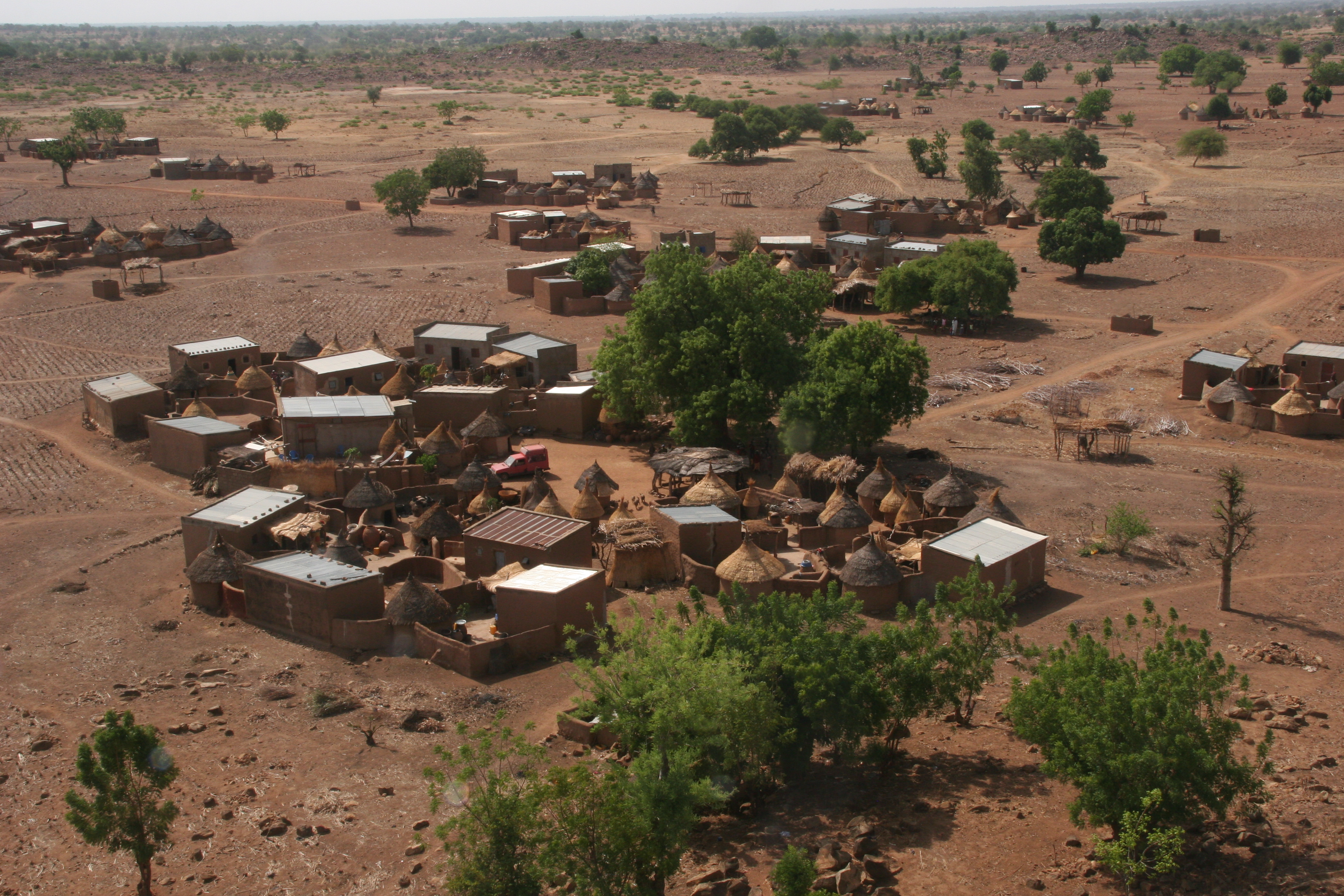
Vila de Gando, 2000

A vila de Gando se localiza a sudeste de Uagadugu, capital de Burkina Faso. Seus 3 mil habitantes moram em pequenas cabanas feitas de lamas com finos telhados de palha. As cabanas são reunidas em pequenos grupos formando comunidades. A vila não tem acesso a água ou eletricidade e o analfabetismo chega aos 65% da população. Segundo o Índice de Desenvolvimento Humano das Nações Unidas de 2011, Burkina Faso é o sétimo país menos desenvolvido do mundo. Falta de educação básica, baixa renda e expectativa de vida freiam o desenvolvimento do país, baseado em cultura de subsistência dependente do clima instável. De outubro a junho não há estações chuvosas e as temperaturas chegam facilmente aos 45°C.
Os processos colaborativos que Kéré desenvolveu com os habitantes de Gando e as técnicas e materiais inovadores, locais e ecológicos que eles criaram levaram Kéré a receber um Prêmio Global de Arquitetura Sustentável em 2009.

### Escola Primária de Gando
A primeira escola primária da vila foi construída em 2001. Praticamente todas as escolas do país são feitas de concreto e parecem deslocadas na região do Sahel. A produção de cimento é cara e depende de muita energia. Construções de concreto não são adequados para o clima inclemente de Burkina Faso. O interior das construções são insuportavelmente quentes e os alunos tinham dificuldade de se concentrar e estudar em ambientes abafados e de baixa ventilação. A terra é muitas vezes considerada um material de construção para pessoas pobres, mas Kéré queria usar os recursos disponíveis localmente.

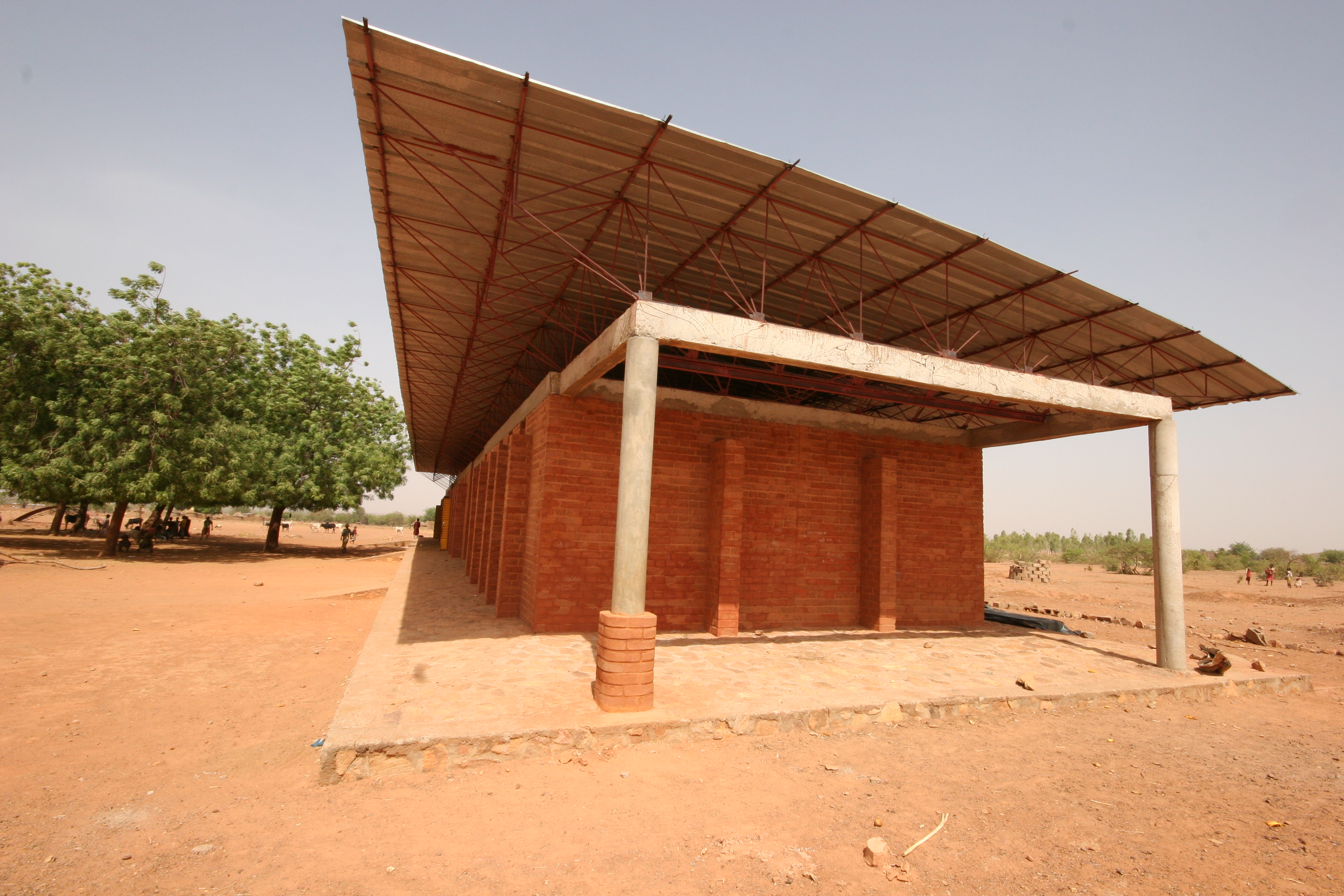
Escola Primária Kéré, em Gando

O prédio da escola foi construído com tijolos de barro, algo que deixou a comunidade local bastante cética a respeito. A preocupação deles era que a construção feita deste material não sobrevivesse às estações chuvosas. Mas o design inovador de Kéré resolveu o problema. Um amplo telhado elevado de zinco protege as paredes da chuva e permite que o ar circule por baixo para manter o edifício fresco. A comunidade ficou encantada ao encontrar a escola ainda de pé depois de dez anos, e o prédio é muito mais legal e agradável de se trabalhar do que os prédios escolares convencionais de concreto. O design de Kéré tornou-se conhecido em todo o Burkina Faso e ganhou o Prémio Aga Khan para a Arquitetura em 2004.
Uma das principais dificuldades encontradas na construção foi como explicar planos e projetos em uma aldeia onde a maioria das pessoas é analfabeta. Ao traçar um plano preliminar na areia, ele encontrou a comunidade totalmente engajada no projeto, muitos deles apresentando suas próprias sugestões de como melhorá-lo. Como diz Kéré:
| “ | Só quem está envolvido no processo de desenvolvimento pode apreciar os resultados alcançados, desenvolvê-los ainda mais e protegê-los. | ” |

Toda a população de Gando participou da construção da escola. As mulheres preparavam o chão enquanto os homens pressionavam terra para as paredes de tijolos e recolhiam pedras para as fundações. Eles receberam treinamento in loco em técnicas de construção que poderiam usar para construir suas próprias casas e conseguir empregos. Duas aldeias vizinhas ficaram impressionadas com a organização e realização da comunidade de Gando. Eles estão agora, passo a passo, construindo sua própria escola em cooperação com Gando. O valor deste projeto é também reconhecido pelas autarquias locais: não só pagam os professores da escola primária, como também contribuem empregando cada vez mais jovens de Gando nas suas próprias obras.
Ampliação

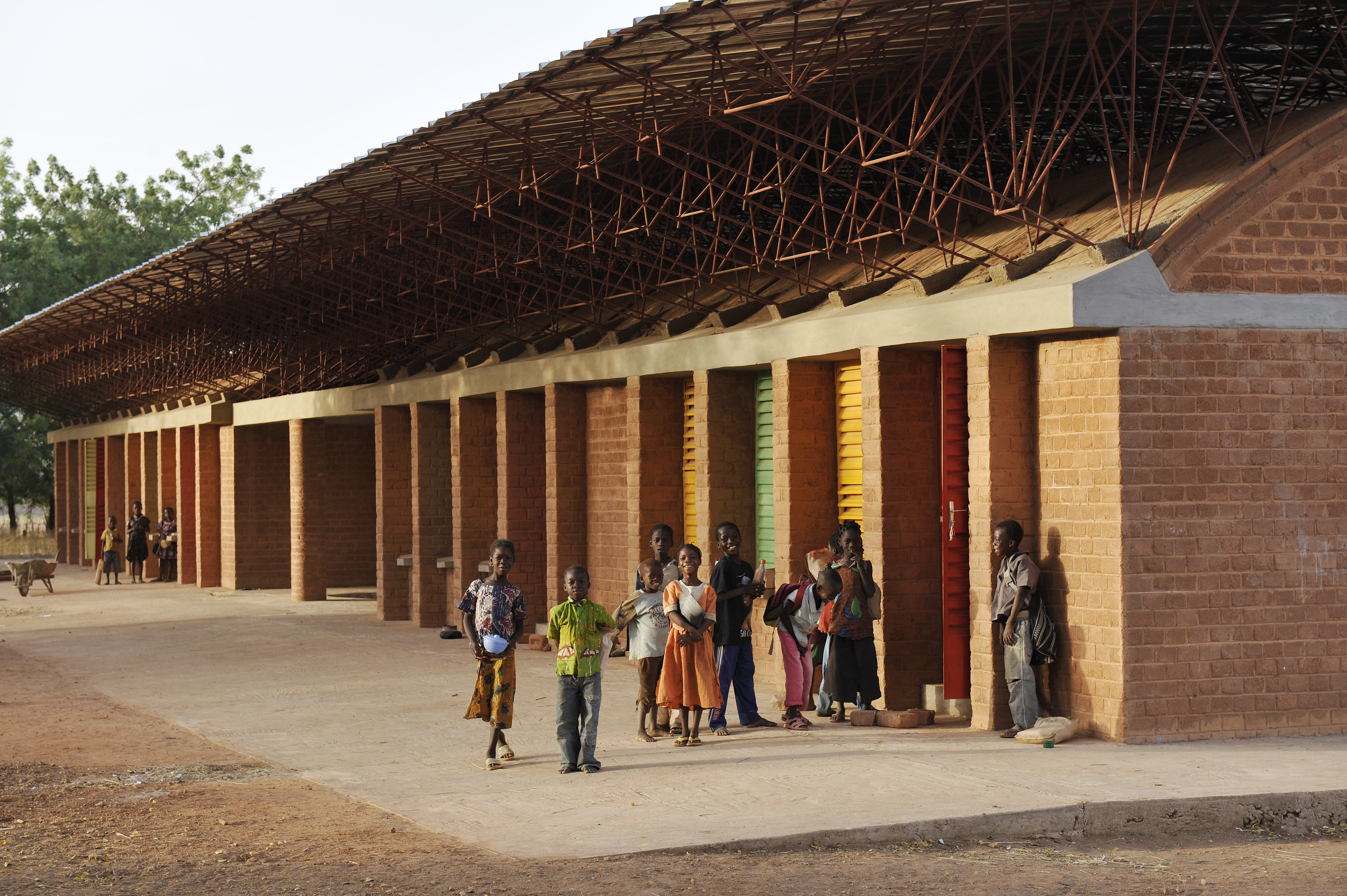
Extensão da Escola Primária Kéré, em Gando

A capacidade da escola construída em 2001 logo se tornaria pequena para o aumento da demanda. O prédio foi projetado para acomodar 120 estudantes, mas em 2007 o número de alunos chegava a 300. Assim a construção de um novo prédio com quatro salas de aula, uma cozinha industrial, uma biblioteca e uma quadra de esportes começou em novembro de 2005. Essa extensão mais que dobrou a capacidade da escola, chegando aos 700 estudantes atualmente.
A construção da ampliação foi pensada para se adequar ao clima quente e aproveitar os recursos disponíveis localmente. Todas as manhãs, durante um ano, as crianças de Gando trouxeram uma pedra para o canteiro de obras para fornecer o material para a fundação, mostrando como suas ações pessoais podem contribuir para um projeto comunitário.
Tal como acontece com a escola primária, o grande telhado de zinco saliente protege as paredes de barro do sol e da chuva. O ar entre o forro e o telhado fica muito quente, fazendo com que ele suba e atraia ar mais frio de baixo. Desta forma, a combinação de energia solar e térmica produz circulação de ar e um efeito de resfriamento para as salas de aula. A primeira escola primária usava um telhado plano que era eficaz, mas exigia uma grande quantidade de revestimento de aço, tornando-o caro. Portanto, a extensão da escola primária usa um telhado de abóbada arredondado, que precisa de menos suportes de aço.
A ampliação da escola foi concluída em 2008 e agora permite um adicional de 120 estudantes. As temperaturas mais baixas criam condições de trabalho muito melhores e influenciam consideravelmente os resultados dos alunos. Hoje, eles têm os melhores resultados acadêmicos da região.